# Exochus enodis
Exochus enodis là một loài tò vò trong họ Ichneumonidae.